# Цендрім Камерай
Цендрім Камерай (фр. Cendrim Kameraj, алб. Qëndrim Kameraj, нар. 13 березня 1999) — швейцарський футболіст косоварського походження, правий захисник «Лугано».

## Клубна кар'єра
Вихованець клубу «Люцерн». У 2017 році перейшов до академії італійського «Ювентуса», де провів півтора року, а також зіграв один матч за резервну команду у Серії С.
У січні 2019 року повернувся до Швейцарії, ставши гравцем місцевого клубу «Лугано», з яким підписав контракт на 2,5 роки.

## Виступи за збірні
2015 року дебютував у складі юнацької збірної Швейцарії (U-17). Загалом на юнацькому рівні взяв участь у 13 іграх і забив 3 голи.